# Manasi Girishchandra Joshi
Manasi Girishchandra Joshi (malaiàlam: മാനസി ഗിരീഷ്ചന്ദ്ര; Rajkot, Índia, 11 de juny de 1989) és una jugadora de parabàdminton índia. El 2020, la BBC la va incloure a la llista 100 Women com una de les cent dones més inspiradores i influents del món.
Joshi tenia sis anys quan va començar a jugar a bàdminton amb el seu pare, un científic retirat del Centre de Recerca Atòmica Bhabha. El 2010 es va graduar en Enginyeria electrònica a la Facultat d'Enginyeria K. J. Somaiya de la Universitat de Bombai. El desembre 2011, quan treballava com a enginyera de programari en una empresa, va patir un accident mentre conduïa la seva moto en el camí a la seva feina i, finalment, va haver de ser amputada d'una cama. Va començar a jugar al bàdminton adaptat com a part de la seva rehabilitació, fins al punt de representar la selecció del seu país. Va jugar el seu primer torneig internacional a Espanya. Quan treballava en un banc d'Ahmedabad, va demanar a Pullela Gopichand que l'entrenés, i es va inscriure a la seva acadèmia de bàdminton a Hyderabad el 2018.
El setembre de 2015, Joshi va guanyar una medalla de plata en dobles mixtos al Campionat Mundial de parabàdminton celebrat a Stoke Mandeville (Anglaterra). L'octubre de 2018, va guanyar una medalla de bronze per a l'Índia als Asian Para-Games de 2018, celebrats a Jakarta (Indonèsia). L'agost de 2019, al Campionat Mundial de parabàdminton de Basilea (Suïssa), va vèncer la seva compatriota Parul Parma i va guanyar una medalla d'or.

## Medalles
- 2015: Medalla en dobles mixtos, Campionats Mundials de parabàdminton.
- 2016: Bronze en individuals femenins i dobles femenins, Asian Para Games.
- 2017: Bronze en individuals femenins, Campionats Mundials de parabàdminton.
- 2018: Bronze en individuals femenins, Campionat Internacional de parabàdminton de Tailàndia.
- 2018: Bronze en individuals femenins, Asian Para Games 2018.
- 2019: Or en individuals femenins, Campionat Mundial de parabàdminton de Basilea.